# Józef Jaroszewicz
Józef Jaroszewicz (ur. 1793 w Bielsku, zm. 1 lutego 1860 tamże) – polski prawnik, profesor Uniwersytetu Wileńskiego, historyk Podlasia, Litwy, Białorusi i Ukrainy.

## Życiorys
Ojciec jego Benedykt był szlachcicem zamieszkałym w Bielsku i pełnił funkcję pisarza bielskich ksiąg radzieckich. W Bielsku urodził się Józef i tu pobierał pierwsze nauki. Ukończył studia na Uniwersytecie Wileńskim w 1815 uzyskując stopień magistra prawa. Dzięki wykładom Joachima Lelewela postanowił poznać prawo miejscowe oraz historię i etnografię rodzinnych okolic.
Podejmuje pracę jako wykładowca prawa rzymskiego i litewsko-polskiego w liceum krzemienieckim. Efekty swojej pracy nad historią lokalną zawarł w artykule opublikowanym w Dzienniku Warszawskim w 1826 pod tytułem: "O wpływie religii chrześcijańskiej na cywilizację Słowian". W następnym roku podjął pracę na Wydziale Prawa Uniwersytetu Wileńskiego jako wykładowca prawa miejscowego. W 1827 otrzymał tytuł profesora nadzwyczajnego i w następnym roku profesora zwyczajnego.
Na jego wykłady uczęszczał Juliusz Słowacki, który przez pewien czas również mieszkał na stancji u Jaroszewiczów. Po zamknięciu Uniwersytetu w 1831 przeszedł na emeryturę i przeniósł się na stałe do rodzinnego Bielska.
Zajmował się historią Podlasia, Litwy i Białorusi, publikując artykuły w prasie i czasopismach takich jak: „Znicz”, „Athenaeum”, „Biruta”, „Biblioteka Warszawska”, „Przyjaciel Ludu”, „Kwartalnik Naukowy”, „Gazeta Warszawska”, „Przyjaciel Domowy”, „Grodnienskije Gubiernskije Wiedomosti”, „Roczniki Komisji Archeologicznej”, „Pismo zbiorowe Wileńskie”, „Ondyna Druskiennickich Źródeł” i in.
Był członkiem Wileńskiej Komisji Archeologicznej oraz członkiem korespondentem od marca 1849 krakowskiego Towarzystwa Naukowego. Odznaczony Orderem św. Włodzimierza IV klasy i orderem św. Anny III klasy.
Żonaty był z poznaną w Krzemieńcu Emilią Lisiecką, zmarł 1 lutego 1860 w rodzinnym Bielsku.

## Publikacje
- "O wpływie religii chrześcijańskiej na cywilizacyją Słowian" Warszawa 1826,
- "O stanie Litwy do przyjęcia wiary chrześcijańskiej", "Znicz" J. Krzeczkowskiego 1834
- "Litwa pod względem cywilizacyi w trzech pierwszych jej chrześcijaństwa wiekach", "Znicz" J. Krzeczkowskiego 1835,
- "O Hrylach, pobratymcach Litwinów", Wilno 1840,
- "Obraz Litwy pod względem jej oświaty i cywilizacyi od czasów najdawniejszych do końca XVIII wieku" w 3 częściach Wilno 1844 i 1845.